# Joe Sims (político)
Joe Sims es el copresidente nacional del Partido Comunista de los Estados Unidos de América (CPUSA), así como coeditor del periódico en línea del Partido; "People's World." Ocupa el cargo de copresidente desde 2019, cuando fue elegido junto a Rossana Cambron en la 31.ª convención nacional del partido en Chicago.

## Activismo
Joe Sims era el presidente de la sección de la Liga de Liberación de los Jóvenes Trabajadores en Washington D. C., cuando asistió a la conferencia extraordinaria del Partido Comunista de EE. UU. en Milwaukee en abril de 1982.
Sims tuvo la oportunidad de participar en los festivales de la Federación Mundial de Juventudes Democráticas en Berlín en 1973, Moscú en 1985 y Corea del Norte en 1989.
A partir de marzo de 1994, Sims fue miembro de la Comisión de Organización del Partido Comunista de Estados Unidos.
En principios de marzo de 1998 Sims formó parte del esfuerzo “Los endosantes de la convocatoria” y fundó el Congreso Radical Negro del Partido Comunista de Estados Unidos. En 2000, Sims fue el contacto en Nueva York United del Congreso Radical Negro.  En 2001, Sims formó parte del consejo editorial de la revista BRC Today del Congreso Radical Negro.
El 30 de marzo de 2002, el periódico del Partido Comunista de EE. UU., People's Weekly World, convocó a un feriado nacional en honor del difunto líder del sindicato United Farm Workers, César Chávez . El artículo fue seguido por una larga lista de partidarios, entre ellos Joe Sims. Casi todos los que apoyaron el proyecto eran miembros del Partido Comunista de Estados Unidos.
En 2009 fue editor del Colectivo Editorial de Asuntos Políticos, revista teórica del Partido Comunista de Estados Unidos.
Viajó con frecuencia a Sudáfrica desde que se levantó la prohibición del Congreso Nacional Africano y del Partido Comunista Sudafricano, y ha escrito e informado extensamente sobre los acontecimientos sudafricanos. 
Fue coeditor del consejo editorial de People's World en 2015.
En junio de 2019, Sims y Rossana Cambron se convirtieron en colíderes del Partido Comunista de Estados Unidos.
En marzo de 2021, los miembros del comité del CPUSA Joe Sims, Zenobia Thompson y Eric Brooks iniciaron la reforma de la Comisión de Igualdad Afroamericana. Según Sims, la AAEC "apoyará al Comité Nacional del CPUSA, a los clubes y a los miembros para mantener un enfoque en la difusión y el reclutamiento en la comunidad negra, ayudará al CPUSA a fortalecer el marco teórico para una comprensión marxista/leninista de las luchas actuales de la comunidad negra en los EE. UU. y destacará las luchas para mejorar las condiciones de vida de los negros."